# Kinghamia
Kinghamia là một chi thực vật có hoa trong họ Cúc (Asteraceae).

## Loài
Chi Kinghamia gồm các loài: